# Hammerthal (Bockhorn)
Hammerthal ist eine Einöde der Gemeinde Bockhorn im Landkreis Erding in Oberbayern.

## Lage
Der Ort liegt zwei Kilometer nordöstlich von Bockhorn entfernt im tertiären Isar-Inn-Hügelland (Erdinger Holzland). Die Bundesstraße 388 verläuft einen Kilometer nördlich.

## Geschichte
Der Ort gehörte bis 1972 zu der ehemaligen Gemeinde Eschlbach und kam bei deren Auflösung zur Gemeinde Bockhorn.